# Liste d'élections en 1893
Chronologie des élections
- 1889
- 1890
- 1891
- 1892
- 1893
- 1894
- 1895
- 1896
- 1897

Cet article recense les élections organisées durant l'année 1893.

## Élections nationales en 1893
Cette section concerne les élections législatives et présidentielles dans un état souverain, éventuellement fédéral, ainsi que leurs principaux référendums.
| Date                       | État       | Élection ou référendum | Contexte | Résultat |
| -------------------------- | ---------- | ---------------------- | --- | --- |
| 1892 - 1893                | États-Unis | Sénat (en)             | | Cette section est vide, insuffisamment détaillée ou incomplète. Votre aide est la bienvenue ! Comment faire ?                                                           |
| 1893                       | Liberia    | Présidentielle (en)    | | Cette section est vide, insuffisamment détaillée ou incomplète. Votre aide est la bienvenue ! Comment faire ?                                                           |
| 1893                       | Transvaal  | Présidentielle (en)    | | Cette section est vide, insuffisamment détaillée ou incomplète. Votre aide est la bienvenue ! Comment faire ?                                                           |
| 25 février                 | Serbie     | Législatives (sr)      | | Cette section est vide, insuffisamment détaillée ou incomplète. Votre aide est la bienvenue ! Comment faire ?                                                           |
| 25 février                 | Serbie     | Législatives (sr)      | | Cette section est vide, insuffisamment détaillée ou incomplète. Votre aide est la bienvenue ! Comment faire ?                                                           |
| 5 mars                     | Espagne    | Générales              | | Cette section est vide, insuffisamment détaillée ou incomplète. Votre aide est la bienvenue ! Comment faire ?                                                           |
| 18 mai                     | Serbie     | Législatives (sr)      | | Cette section est vide, insuffisamment détaillée ou incomplète. Votre aide est la bienvenue ! Comment faire ?                                                           |
| 13 juin                    | Luxembourg | Législatives           | | Cette section est vide, insuffisamment détaillée ou incomplète. Votre aide est la bienvenue ! Comment faire ?                                                           |
| 15 juin                    | Allemagne  | Législatives           | Le 6 mai, le chancelier Caprivi dissout le Reichstag, la politique nationale étant minée par la question militaire. | Les partis de droite et les libéraux progressent. Levetzow reste président du Reichstag. Caprivi reste chancelier En juillet, le service militaire est fixé à deux ans. |
| 11 juillet                 | Pays-Bas   | 1re Chambre (nl)       | | Cette section est vide, insuffisamment détaillée ou incomplète. Votre aide est la bienvenue ! Comment faire ?                                                           |
| 20 août 1893 - 3 septembre | France     | Législatives           | | Cette section est vide, insuffisamment détaillée ou incomplète. Votre aide est la bienvenue ! Comment faire ?                                                           |
| 14 septembre               | Honduras   | Présidentielle (en)    | | Cette section est vide, insuffisamment détaillée ou incomplète. Votre aide est la bienvenue ! Comment faire ?                                                           |
| 15 septembre               | Suisse     | Initiative populaire   | Interdiction d'abattre le bétail de boucherie sans l'avoir préalablement étourdi                                    | Approuvé[réf. nécessaire] |
| 29 octobre                 | Suisse     | Fédérales              | | Cette section est vide, insuffisamment détaillée ou incomplète. Votre aide est la bienvenue ! Comment faire ?                                                           |
| Novembre                   | Uruguay    | Législatives (es)      | | Cette section est vide, insuffisamment détaillée ou incomplète. Votre aide est la bienvenue ! Comment faire ?                                                           |

## Élections en subdivisions nationales en 1893
Cette section concerne les élections législatives dans un État fédéré, une subdivision territoriale ou une colonie d'un État souverain, ainsi que leurs principaux référendums.
| Date                          | Subdivision           | État               | Élection ou référendum | Contexte                                                                                                | Résultat |
| ----------------------------- | --------------------- | ------------------ | ---------------------- | --- | --- |
| 1893                          | Îles Féroé            | Danemark           | Générales (en)         | | Cette section est vide, insuffisamment détaillée ou incomplète. Votre aide est la bienvenue ! Comment faire ?                    |
| Avril                         | Bulgarie              | Empire ottoman     | Législatives (bg)      | 4e Grande assemblée (bg)                                                                                | Cette section est vide, insuffisamment détaillée ou incomplète. Votre aide est la bienvenue ! Comment faire ?                    |
| 15 avril                      | Australie-Méridionale | Empire britannique | Coloniales (en)        | | Cette section est vide, insuffisamment détaillée ou incomplète. Votre aide est la bienvenue ! Comment faire ?                    |
| 18 avril - 25 mai             | Quensland             | Empire britannique | Coloniales (en)        | | Cette section est vide, insuffisamment détaillée ou incomplète. Votre aide est la bienvenue ! Comment faire ?                    |
| 2 juillet 1893 - 30 septembre | Suède                 | Suède-Norvège      | 2de Chambre (sv)       | | Cette section est vide, insuffisamment détaillée ou incomplète. Votre aide est la bienvenue ! Comment faire ?                    |
| 28 juillet 1893 - 2 octobre   | Suède                 | Suède-Norvège      | 1re Chambre (sv)       | | Cette section est vide, insuffisamment détaillée ou incomplète. Votre aide est la bienvenue ! Comment faire ?                    |
| 30 juillet                    | Bulgarie              | Empire ottoman     | Législatives (bg)      | Élections à la suite de la réduction du nombre de députés (révision de la Constitution bulgare de 1879) | Cette section est vide, insuffisamment détaillée ou incomplète. Votre aide est la bienvenue ! Comment faire ?                    |
| 14 - 20 septembre             | Natal                 | Empire britannique | Législatives (en)      | | Cette section est vide, insuffisamment détaillée ou incomplète. Votre aide est la bienvenue ! Comment faire ?                    |
| 6 novembre                    | Terre-Neuve           | Empire britannique | Générales (en)         | | Cette section est vide, insuffisamment détaillée ou incomplète. Votre aide est la bienvenue ! Comment faire ?                    |
| 7 novembre                    | Colorado              | États-Unis         | Référendum (en)        | Le décret accordait aux femmes le droit de vote « de la même manière que les hommes, à tous égards ».   | Approuvé. Le Colorado devenait ainsi le premier état américain à octroyer le droit de vote aux femmes, par référendum populaire. |
| 28 novembre - 20 décembre     | Nouvelle-Zélande      | Empire britannique | Législatives           | | Cette section est vide, insuffisamment détaillée ou incomplète. Votre aide est la bienvenue ! Comment faire ?                    |
| 13 décembre                   | Île-du-Prince-Édouard | Canada             | Générales (en)         | | Cette section est vide, insuffisamment détaillée ou incomplète. Votre aide est la bienvenue ! Comment faire ?                    |